# Indiana Jones: Pericolo a Delfi
Indiana Jones: Pericolo a Delfi (Indiana Jones and the Peril at Delphi), è un romanzo di avventura del 1991 dello scrittore Rob MacGregor che vede come protagonista il celebre personaggio Indiana Jones.

## Trama
Per sedici secoli l'Ordine della Pizia ha atteso il ritorno dell'oracolo del sapere mistico di Delfi. Un terremoto annuncia il suo ritorno, mettendo allo scoperto la terra sotto le rovine. Dorian Belecamus, una seducente professoressa di archeologia, capisce che è possibile fare ben più che scavare nel passato. Ha l'occasione di prendere in mano le redini del futuro del suo paese diventando l'oracolo di Delfi. E ha trovato l'uomo che l'aiuterà: è impetuoso, è avventato, è schiavo del suo incantesimo. Il suo nome: Indiana Jones.

## Capitoli
- Prologo

1. Crimini universitari
2. Eroi al capestro
3. La regina dei ghiacci
4. Dada e Jazz
5. Incontri
6. Sulle rotaie
7. Intrighi ad Atene
8. Viaggio a Delfi
9. Il ritorno della Pizia
10. Il sangue degli dei
11. La Taverna degli intrighi
12. Nella nebbia
13. La biblioteca di pietra
14. L'ultima stretta
15. Manovre militari
16. Accoglienza regale
17. Intorno al fuoco
18. Sotto sorveglianza
19. Racconti estasianti
20. Una nuova alba
21. Amici parigini
22. L'Omphalos
23. Fuga da Delfi
24. Al palazzo

## Edizioni
- Rob MacGregor, Indiana Jones - Pericolo a Delfi, traduzione di Giovanni Cavallo, Granata Press, ottobre 1992,  p. 208, ISBN 978-88-7248-046-5.